# نمره اگتستون
نمره اگتستون (به انگلیسی: Agatston score) نوعی کمیت برای سنجش بار کلسیوم (Calcium burden) در آترواسکلروسیس ویا بیماری شریان‌های کرونری است.
این کمیت را توسط سی تی اسکن های چند ردیفه(بالای ۶۴ اسلایس) یا مقطع‌نگاری رایانه‌ای با پرتو الکترون می‌سنجند. بر طبق تعریف، نمره اگتستون برابر حاصلضرب مساحت ناحیه آسیب کلسیومی (Calcific lesion) در یک فاکتور وزنه‌ای (weighting factor) می‌باشد که وابسته به بیشینه سیگنال زخم (lesion) می‌باشد.